# Nipponocis magnus
Nipponocis magnus es una especie de coleóptero de la familia Ciidae.

## Distribución geográfica
Habita en Japón.